# Juno (Band)

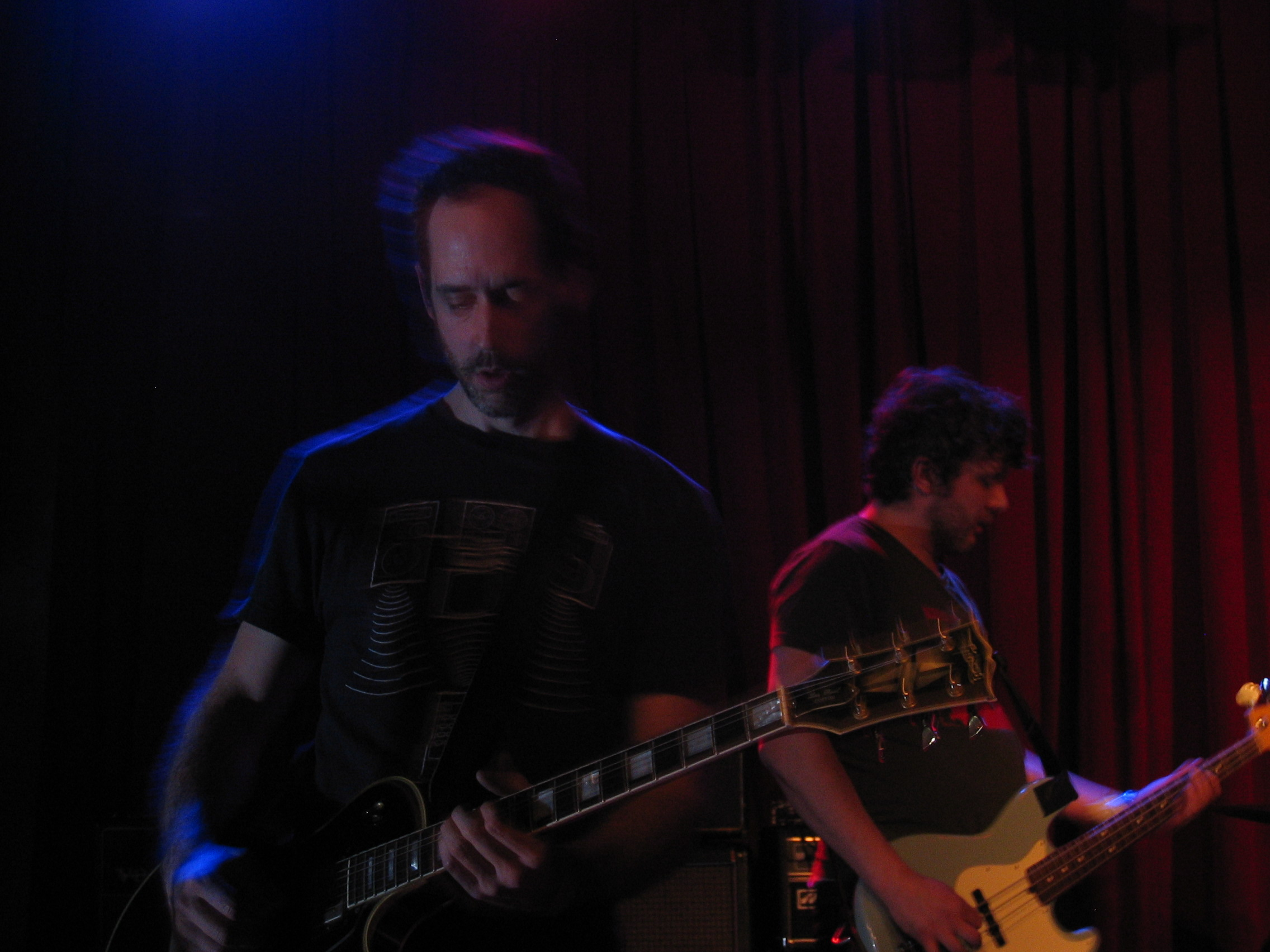
Juno live, 2006

Juno war eine amerikanische Indie-Rock-Band aus Seattle, Washington.

## Geschichte
Juno wurde 1995 gegründet. Ihr Debütalbum This Is the Way It Goes & Goes & Goes wurde am 30. März 1999 bei DeSoto Records veröffentlicht. Das zweite Album A Future Lived in Past Tense folgte am 8. Mai 2001. Die Band erhielt viele positive Kritiken von diversen lokalen und nationalen Musikzeitschriften und erlangte auch international Bekanntheit.
Inzwischen ist die Band offiziell aufgelöst. Sie hatten mit verschiedenen Bassisten (darunter Nick Harmer von Death Cab for Cutie) gespielt, dann aber erkannt, dass sie sich musikalisch zu stark in unterschiedliche Richtungen entwickelt hatten. Laut einem Eintrag auf der offiziellen Website von Juno habe man sich im Guten getrennt.
Im Rahmen einer alljährlich stattfindenden Benefizveranstaltung in Seattle trafen sich Juno am 9. und 10. Dezember 2006 noch einmal zu einem gemeinsamen Konzert.

## Diskografie

### Alben
- 1999: This Is the Way It Goes & Goes & Goes (DeSoto Records)
- 2001: A Future Lived in Past Tense (DeSoto Records)

### Singles
- 1996: Venus on Ninth / Flies for Travis (Sub Pop Records)
- 1997: Magnified and Reduced by Inches / Pablo y Zelda (Jade Tree Records)
- 1998: All Your Friends Are Comedians / The Great Salt Lake (Mag Wheel Records)
- 2000: Split mit The Dismemberment Plan (DeSoto Records)